# 特魯多柳比夫卡 (希里亞葉韋區)
47°27′17″N 30°6′27″E / 47.45472°N 30.10750°E
特魯多柳比夫卡（烏克蘭語：Трудолюбівка）是位於烏克蘭西南部的村莊，由敖德萨州波季利斯克区的多林斯凱市鎮負責管轄。該村始建於1924年，面積0.24平方公里，2001年人口71，人口密度每平方公里295.83人。